# De dødes tjern
De dødes tjern è un film norvegese del 1958, diretto da Kåre Bergstrøm. Basato sull'omonimo romanzo del 1942 di André Bjerke.
Il titolo originale è traducibile come Il lago della morte.

## Trama
Agosto 1958: Liljan Werner con altri suoi cinque amici decide di partire da Oslo e di recarsi in visita al fratello Bjørn, ritiratosi nella sua baita in riva al lago in una cupa e sperduta foresta dell'Østerdalen. Ma una volta arrivati sul posto, i sei protagonisti trovano la baita disabitata e il cane di Bjørn morto in riva la lago. Secondo un'antica leggenda tramandata dagli abitanti della zona, il luogo dove risiede la baita è maledetto a causa di una tragedia familiare avvenuta moltissimi anni prima, in cui un uomo si gettò nel lago dopo aver ucciso la sorella e l'amante. In molti credono che il fantasma dell'assassino si aggiri ancora per la zona e che chiunque risieda nella baita, venga posseduto da una strana sensazione di morte che conduce al suicidio. I sei amici cominciano ad indagare sulla misteriosa scomparsa di Bjørn, ma dovranno fare i conti con la maledizione.

## DVD
Pressoché sconosciuto al di fuori della Norvegia, il film ha conosciuto diffusione maggiore con l'uscita nell'ottobre 2009 di un DVD sottotitolato in inglese.